# Джизакска област
Джизакска област (на узбекски: Jizzax viloyati или Жиззах вилояти) е една от 12-те области (вилояти) на Узбекистан. Площ 20 500 km² (6-о по големина в Узбекистан, 4,58% от нейната площ). Население на 1 януари 2019 г. 1 352 100 души (12-о място по население в Узбекистан, 4,03% от нейното население). Административен център град Джизак. Разстояние от Ташкент до Джизак 241 km.

## Историческа справка
Най-старият град в Джизакска област е Джизак, който възниква през 10 век. Останалите 5 града в областта са признати за такива по време на съветската власт в периода от 1973 г. до 1983 г. До 1924 г. територията на съвременната Джизакска област е влизала в състава на Самаркандска област като Джизакски уезд. През 1936 г. северната част на областта е в състава на бившата Казахска АССР, а до 1956 г. – в състава на Казахската ССР, след което т.нар. Гладностепна област е била предадена на Узбекската ССР и е образувана Сърдаринска област. Съвременната Джизакска област е образувана на 29 декември 1973 г. от западните части на Сърдаринска област, а на 6 септември 1988 г. е закрита и територията ѝ отново е присъединена към Сърдаринска област. На 16 февруари областта отново е възстановена в съвременните си граници.

## Географска характеристика
Джизакска област е разположена в централната, най-тясна част на Узбекистан. На север граничи с Туркестанска област на Казахстан, на югоизток и юг – със Согдийска област на Таджикистан, на изток – със Сърдаринска област, на югозапад – със Самаркандска област и на северозапад – с Навойска област. В тези си граници заема площ от 20 500 km² (6-о място по големина в Узбекистан, 4,58% от нейната площ). Дължина от север на юг 200 km, ширина от запад на изток140 km.
По-голямата част от областта е разположена в бившата полупустинната област Гладна степ и в пустинята Къзълкум. На юг се простират северните склонове на Туркестанския хребет (част от планинската система Хисаро-Алай) с максимална височина 4029 m (39°32′11″ с. ш. 68°26′53″ и. д. / 39.536389° с. ш. 68.448056° и. д.), издигаща се на границата с Таджикистан, а в западната чест се намира по-ниския Нуратински хребет, северозападно продължение на Туркестанския хребет.
Климатът е рязко континентален със сравнително мека зима и горещо лято. Средна януарска температура от +1 °C на юг до -3 °C на север, а средна юлска 26 – 28 °C. Годишната сума на валежите е около 150 mm в равнинните райони и до 600 mm в планинските. Продължителността на вегетационния период (минимална денонощна температура 5 °C) в град Джизак е 218 денонощия.
Главните реки в областта са Санзар и Зааминсу, спускащи се от Туркестанския хребет, като водите им почти на 100% се използват за напояване на земите в Гладната степ, заети от памукови насаждения. Изградени са множество напоителни канали и голямото Джизакско водохранилище. В северната част на областта се простира източният участък големия солончак Айдаркул, падината на който през пролетта се пълни с вода, а през останалото време от годината е сух.
Почвите са предимно светлосиви и гипсоносни, а в напояваните райони – ливадни. Растителността е представена от сухолюбиви храсти (джузгун, астрагал и др.) ефемери и ефемероиди (острица, метличина и др.) и житни треви. В планинските части се срещат малки горички от арча (средноазиатски вид хвойна).

## Население
На 1 януари 2019 г. населението на Джизакска област област е наброявало 1 352 100 души (4,03% от населението на Узбекистан). Гъстота 65,93 души/km². Градско население 30,5%. Етнически състав: узбеки 89,0%, киргизи 3,1%, таджики 3,0%, кзахи 2,1%, руснаци 0,7% и др.

## Административно-териториално деление
В административно-териториално отношение Джизакска област се дели на 12 административни района (тумана), 6 града, в т.ч. 1 град с областно подчинение и 5 града с районно подчинение и 42 селища от градски тип.
| Административна единица       | Площ (km²) | Население (2017 г.) | Административен център | Население (2017 г.) | Разстояние до Джизак (в km) | Други градове и сгт с районно подчинение                        |
| ----------------------------- | ---------- | ------------------- | ---------------------- | ------------------- | --------------------------- | --------------------------------------------------------------- |
| Град с областно подчинение    |            |                     |                        |                     |                             |                                                                 |
| 1. Джизак                     | 100        | 165 000             | гр. Джизак             | 165 000             | -                           |                                                                 |
| Административен район (туман) |            |                     |                        |                     |                             |                                                                 |
| 1. Арнасайски                 | 490        | 37 900              | сгт Голиблар           | 4590                | 65                          | Гулбахор                                                        |
| 2. Бахмалски                  | 1860       | 112 500             | сгт Усмат              | 4662                | 70                          | Акташ, Аламли, Бахмал, Мугол, Новка-1, Тангатар                 |
| 5. Галляарялски               | 1950       | 127 500             | гр. Галляарал          | 23 000              | 25                          | Абдукарим, Койташ, Канглиабад, Лалмикор, Марджанбулак, Чувуллак |
| 3. Дустликски                 | 450        | 84 100              | гр. Дустлик            | 50 546              | 52                          | Навруз                                                          |
| 10. Заамински                 | 2663       | 157 900             | сгт Заамин             | 28 000              | 68                          | гр. Даштабад, Пшегар, Съргали, Ям                               |
| 12. Зарбдарски                | 710        | 83 600              | сгт Зарбдар            | 9110                | 30                          | Бустан, Шарк Юлдузи, Юксалиш                                    |
| 11. Зафарабадски              | 470        | 41 400              | сгт Зафарабад          | 4000                | 36                          | Тимирязев, Хулкар, Яркин                                        |
| 7. Мирзачулски                | 420        | 47 100              | гр. Гагарин            | 26 660              | 72                          | Мирзадала, Пахтазар                                             |
| 8. Пахтакорски                | 380        | 64 700              | гр. Пахтакор           | 15 366              | 28                          | Гулзар                                                          |
| 4. Фаришки                    | 9531       | 80 900              | сгт Янгикишлак         | 6611                | 67                          | Учкулач                                                         |
| 6. Шафар-Решидовски           | 1320       | 151 500             | сгт Учтепа             | 4824                | 15                          | Гамдумташ, Джизаклик, Канли, Караянтак, Мулканлик, Токчилик     |
| 9. Янгиабадски                | 750        | 24 825              | с. Баландчакир         | 5100                | 113                         | Сават, Янгиабад                                                 |

## Стопанство
Основа на стопанството на областта е земеделието. Основни земеделски култури са памук и пшеница. Използват се големи системи за напояване. Природни ресурси са олово, цинк, желязо и варовик.
В тази област има добре развита пътнотранспортна инфраструктура с дължина на сухоземните пътища 2500 km.